# Songora
Il Songora o Shongora (plurale: Basongora o Musongora; noti anche come Bacwezi, Chwezi, Huma o Bahuma) è un popolo tradizionalmente pastorale della regione dei Grandi Laghi dell'Africa centrale, che spazia dalla regione occidentale dell'Uganda, alla Repubblica Democratica del Congo orientale. Hanno costumi specifici e parlano il songora, una lingua bantu simile al nkore e al nyoro. La popolazione songora in Uganda conta 15 897 persone nel censimento del 2014;  sebbene alcune stime precedenti stabiliscano che la loro popolazione sia di circa 40 000 e 50 000, mentre alcuni gruppi vivono anche nel Congo orientale.
Lo stile di vita tradizionale dei basongora è notevole per il suo adattamento alla savana secca e alle boscaglie, così come al terreno montuoso.
Il popolo Songora è costituito da un gruppo misto nilotico-bantu dell'Africa centrale e orientale, tradizionalmente residente ai piedi delle colline e nelle pianure del braccio occidentale della Great Rift Valley e intorno alla catena montuosa del Ruwenzori. L'economia tradizionale del popolo Songora era in gran parte basata sull'allevamento del bestiame, sulla produzione di sale e sul commercio del ferro. I basongora sono organizzati come una confederazione di diversi stati, unita da un parlamento chiamato Muhabuzi e da una monarchia costituzionale guidata da un trimviato che consisteva in un'imperatrice vedova (Omu'Gabe'kati), una governante donna (Omu 'Vai) e un sovrano maschio (Omu'Kama). La confederazione è emersa da un unico stato Songora del XII secolo; consisteva in diverse province tra cui Kisaka-Makara, Kitagwenda, Bugaya, Bunyaruguru e Kiyanja.

## Storia
Secondo la loro stessa storia orale, i Songora sono gli eredi dell'antico impero di Kitara. La patria tradizionale dei basongora è la regione centrata tra le colline pedemontane e le pianure che circondano le catene montuose del Rutshuru e del Ruwenzori.
Kyomya Bwachali, morto intorno al 1850, era un importante monarca songora e il nonno materno del re Ntare V del regno di Nkore. L'ultimo re precoloniale di Songora fu il re Kasigano; venne deposto nel 1906 dagli inglesi, apparentemente per aver cercato di allearsi con i belgi in Congo. Il regno fu poi spartito tra il Protettorato del Congo e dell'Uganda, e le porzioni che rientravano nell'Uganda furono ulteriormente suddivise in diversi distretti, poi tutti annessi ai regni di Toro e Nkore. Il Regno di Ruwenzururu si formò nella seconda parte del XX secolo sul territorio songora.
L'epidemia di peste bovina scatenatasi nel 1931 decimò gli allevamenti del Nyakatonzi Basongora. Le popolazioni locali ritengono che l’epidemia fosse iniziata a seguito di un virulento programma di vaccinazione avviato dal governo coloniale. Il gruppo più numeroso fuggì in Congo e non ritornò al 1964 a causa dei conflitti causati dalla ribellione di Mulele.
Le autorità coloniali belghe crearono nel 1925 il Parc National des Virunga, un parco nazionale che includeva numerose appartenenti a diversi clan Songora e fecero pressioni per proteggere anche le zone adiacenti dell'Uganda per creare riserve di caccia attorno al lago Giorgio e al lago Edoardo. A seguito della creazione di questo vasto parco, rinominato Queen Elizabeth National Park dall'amministrazione coloniale, i basongora rimasero con poca terra da sfruttare economicamente. Negli anni '40 il governo coloniale introdusse la coltivazione del cotone nel regno Songora. Il terreno migliore e il clima adatto alla coltivazione del cotone si trovavano nell'area di Bwengo e in altre pianure della terra dei basongora. Sebbene alcuni clan siano rimasti nel parco, anche se illegalmente, molti altri si sono trasferiti oltre il confine con le loro mandrie, nel Parco nazionale Virunga in Congo; a seguito di questa espulsione, il popolo Songora ha perso il 90% delle terre tradizionalmente occupate.
Tra gli anni '40 e '50 del XX secolo, la coltivazione del cotone attirò soprattutto gruppi Konjo dagli altipiani. Nel 1962, il Movimento per la Libertà del Ruwenzururu aveva costretto alcuni Konjo delle montagne a stabilirsi nelle pianure songora che non erano state dichiarate aree protette. Nel 1962, i basongora iniziarono a tornare nelle loro terre ancestrali, ma si scontrarono con il fatto che la Toro Development Company (TDC), sciolta nel 1970, aveva affittato parte della loro terra e stava portando avanti grandi progetti destinati a modificare radicalmente il territorio, come il Mubuku Irrigation Scheme.
Quando l’industria del cotone crollò negli anni 1970, i pastori songora ebbero la possibilità di stabilirsi nelle vaste pianure di Nyakatonzi. Quando il governo ugandese del Movimento di Resistenza Nazionale introdusse la politica di decentralizzazione, che venne dirottata dalla frangia estremista konjo per spostare e sottomettere i basongora. Ciò coincise con il picco della produzione di cotone tra il 1987 e il 1989 ed è nello stesso periodo che i basongora furono sfollati dalle loro terre ancestrali di Bukangara e Rweihingo.
Negli anni 1990, il governo ha riconosciuto lo status di minoranza ai basongora, cercando di indirizzarli verso nuove zone del territorio, ma questi hanno piuttosto cercato rifugio nel 1999 nel Parco nazionale Virunga nella Repubblica Democratica del Congo. Da lì sono stati brutalmente cacciati, nel 2006, e respinti in Uganda, dove hanno tentato di installarsi nel Queen Elizabeth National Park. Ma la Uganda Wildlife Authority, che protegge il parco nazionale, ha respinto le popolazioni basongora, rinchiudendole in campi a Nyakatonzi.

## Monarchia
Il 12 maggio 2012, il popolo Songora ha fatto rivivere il suo antico regno che era stato abolito durante l'occupazione coloniale cento anni prima. Il 1º luglio 2012, i Songora hanno incoronato Bwebale Ivan Rutakirwa Rwigi IV come sovrano del "Regno di BuSongora" e hanno rivendicato venti sotto-contee dell'Uganda come loro territorio. Queste sotto-contee includono: Muhokya, Bugoye, Nyakatonzi, Katwe, Karusandara, Mubuku, Ibuga, Hamukungu, Kasenyi, Busunga e Katunguru, tra le altre. Il regno ha rivendicato anche le aree ancestrali di Shema, Bunyaruguru e Kitagwenda in Uganda, nonché il Parco nazionale Virunga in DRC. Il re Rwigi IV è morto il 28 aprile 2015.

## Cultura
La società songora è a forte componente pastorale. I termini sul bestiame e l'allevamento costituisce una parte importante della lingua songora, così come rivestono un ruolo centrale nella poesia e nell'arte della comunità. 
L’età determina l’anzianità nelle relazioni sociali e uomini e donne sono considerati uguali. I basongora sono generalmente monogami. Tradizionalmente i Songora erano monoteisti.
I Songora reagirono a un'epidermia di tetano nel 1880 richiedendo a tutta la comunità di rimuovere i quattro denti inferiori anteriori, per somministrare forzatamente farmaci alle vittime della malattia. Quando l'epidermide finì, molti basongora continuarono con ad estrarre i denti, anche se nell'era delle siringhe questa pratica non era più necessaria.
Il territorio songora ha prodotto interessanti manufatti, di grande valore per la storia dell'umanità. L'osso di Ishango è stato ritrovato nel territorio di Songora, mentre il braccio orientale della Rift Valley, situato in Etiopia, Kenya e Tanzania, ha restituito la maggior quantità di fossili umani antichi, la parte settentrionale del braccio occidentale della Rift Valley si trova in territorio songora e rimane in gran parte inesplorata. La mancanza di investigazione archeologica è dovuta alle guerre civili nella regione.